# الکس اسکات (بازیکن فوتبال)
الکس اسکات (انگلیسی: Alex Scott؛ ۲۹ اکتبر ۱۹۱۳ – ۱۹۶۲ (۴۸−۴۹ سال)) بازیکن فوتبال اهل انگلستان بود. وی در پست دروازه‌بان بازی می‌کرد که عمده دوران حرفه‌ای خود را در تیم ولورهمپتون بازی کرده‌است.
از باشگاه‌هایی که در آن بازی کرده‌است می‌توان به باشگاه فوتبال ولورهمپتون واندررز، باشگاه فوتبال کرو آلکساندرا، باشگاه فوتبال برنلی، باشگاه فوتبال والسال، و باشگاه فوتبال لیورپول اشاره کرد.